# Mateusz Garniewicz
Mateusz Garniewicz (ur. 15 stycznia 1990 w Poznaniu) – polski narciarz alpejski, olimpijczyk z Soczi 2014. 
Startował również w m.in. mistrzostwach świata 2013, na Zimowej Uniwersjadzie 2013 w Trentino oraz w zawodach FIS Race.
Studiuje na Politechnice Poznańskiej na Wydziale Elektroniki i Telekomunikacji.

## Osiągnięcia

### Igrzyska olimpijskie
| Miejsce | Dzień     | Rok  | Miejscowość | Konkurencja | Czas biegu | Strata | Zwycięzca  |
| ------- | --------- | ---- | ----------- | ----------- | ---------- | ------ | ---------- |
| DNF2    | 22 lutego | 2014 | Soczi       | slalom      | ---        | ---    | Mario Matt |

### Mistrzostwa świata
| Miejsce | Dzień     | Rok  | Miejscowość | Konkurencja | Czas biegu | Strata | Zwycięzca       |
| ------- | --------- | ---- | ----------- | ----------- | ---------- | ------ | --------------- |
| BDNF1   | 17 lutego | 2013 | Schladming  | slalom      | ---        | ---    | Marcel Hirscher |